# 루이지 베르톨리니
루이지 베르톨리니(이탈리아어: Luigi Bertolini luˈiːdʒi bertoˈliːni[*]; 1904년 9월 13일, 리구리아 주 부살라 ~ 1977년 2월 11일, 피에몬테 주 토리노)는 이탈리아의 전 축구 선수로, 현역 시절 미드필더로 활약했다.

## 클럽 경력
제노아 도 부살라 출신인 베르톨리니는 1920년대에 사보나 알레산드리아, 그리고 유벤투스에서 활약했다. 그는 1931년에 알레산드리아를 떠나 유벤투스에 입단하여 5년 연속 리그 우승의 주역이 되었다. 그동안, 그는 유벤투스 소속으로 135번의 경기에 출전해 5골을 득점했고, 4번의 세리에 A 우승을 거두었다. 그는 1940년에 현역에서 은퇴했다.

## 국가대표팀 경력
베르톨리니는 1929년에 이탈리아 국가대표팀 신고식을 치렀고, 1931-32 시즌과 1933-35 시즌의 중부 유럽 선수권 대회에서 각각 준우승, 우승의 성과를 내기도 했지만, 1934년 월드컵이 그가 국가대표팀에서 거둔 최대 성과였다. 그는 루이스 몬티, 아틸리오 페라리스, 루이지 베르톨리니와 함께 이탈리아의 전설적인 중원을 구성해 1934년 월드컵 우승을 견인했다. 이 대회에서 베르톨리니는 포초 감독의 지도 하에 스페인과의 8강전 본경기를 제외한 모든 경기에 출전했다. 베르톨리니는 1934년 월드컵 우승 당시 선수단의 화보에서 두드러지는데, 그는 머리로 공을 다룰 때 두부를 보호하기 위해 크고 하얀 붕대를 머리에 묶었기 때문이었다. 그는 1934년에 하이버리 난투극으로 회자되는 잉글랜드전 석패 당시의 일화로 '하이버리의 사자'라는 별칭이 붙었다. 당시, 그는 후반전에 잉글랜드의 파상공세에 피로로 혼란스러워 했는데, 루이스 몬티가 골절로 경기장을 나가 중원에 그와 페라리스만이 남았는데도 몬티를 계속 외쳤기 때문이었다.

## 감독 경력
은퇴 후, 베르톨리니는 1938년에 티굴리아의 지휘봉을 잡아 지도자 생활을 시작했다.

## 수상

### 클럽
유벤투스
- 세리에 A: 1931–32, 1932–33, 1933–34, 1934–35

티굴리아
- 프리마 디비시오네: 1937–38

### 국가대표팀
이탈리아
- 월드컵: 1934
- 중부 유럽 선수권 대회
  - 우승: 1933-35
  - 준우승: 1931-32